# Mala Fosnea, Ovruci
Mala Fosnea (în ucraineană Мала Фосня) este un sat în comuna Velîka Fosnea din raionul Ovruci, regiunea Jîtomîr, Ucraina.

## Demografie
Componența lingvistică a localității Mala Fosnea
     Ucraineană (98,73%)
     Alte limbi (1,27%)
Conform recensământului din 2001, majoritatea populației localității Mala Fosnea era vorbitoare de ucraineană (98,73%), existând în minoritate și vorbitori de alte limbi.